# Án lệ 53/2022/AL
Án lệ 53/2022/AL về việc hủy kết hôn trái pháp luật là án lệ thứ 53 thuộc lĩnh vực hôn nhân và gia đình của hệ thống pháp luật Việt Nam, được Hội đồng Thẩm phán Tòa án nhân dân tối cao thông qua, Chánh án Nguyễn Hòa Bình ra quyết định công bố ngày 14 tháng 10 năm 2022, và có hiệu lực cho tòa án các cấp trong cả nước nghiên cứu, áp dụng trong xét xử từ ngày 15 tháng 11 năm 2022. Án lệ dựa trên nguồn là Quyết định giám đốc thẩm số 04 được ban hành ngày 7 tháng 7 năm 2021 của Hội đồng Thẩm phán về việc dân sự yêu cầu hủy việc kết hôn trái pháp luật, nội dung xoay quanh hôn nhân thực tế, hôn nhân từ trước năm 1987, mối quan hệ có sự xuất hiện của người phụ nữ thứ hai. Án lệ này do Vụ Pháp chế và Quản lý khoa học đề xuất, và là án lệ về hôn nhân và gia đình thứ hai trong hệ thống pháp luật Việt Nam.
Trong vụ việc này, tranh chấp xảy ra tập trung chủ yếu vào việc xác địch hôn nhân hợp pháp của một người đàn ông và hai phụ nữ chênh nhau 24 tuổi. Người phụ nữ đầu tiên đã tổ chức lễ cưới từ những năm 80 với chồng rồi cùng nhau sang sống ở Canada, nhưng chưa giữ được bằng cớ về việc đã từng đăng ký kết hôn ở cơ quan hộ tịch – căn cứ tối quan trọng của hôn nhân; người phụ nữ thứ hai thì đã đăng ký kết hôn với chồng của người phụ nữ thứ nhất vào năm 2017, dẫn đến việc đệ đơn khởi kiện yêu cầu hủy cuộc hôn nhân "ngoại tình". Vụ việc này lần lượt trải qua sơ thẩm, phúc thẩm, rồi giám đốc thẩm, đi đến kết luận cuối cùng là giữ nguyên quyết định sơ thẩm, đem lại công bằng cho người vợ đầu tiên. 

## Nội dung chung
Những năm 1980, Nguyễn Thị S (gọi tắt: bà S) và Phạm Bá H (gọi tắt: ông H) gặp gỡ và quen biết nhau, tổ chưa một lễ cưới theo phong tục địa phương ở xã Phương Đông, nay là phường Phương Đông, thành phố Uông Bí, tỉnh Quảng Ninh. Sau đó ít lâu, vào tháng 4 năm 1981, hai người vượt biên sang Hồng Kông rồi tới Canada nhập cư, nhập tịch và định cư tại đây, có với nhau 3 người con. Năm 2008, hai người trở về sinh sống ở Việt Nam, cụ thể là Trưng Vương, Uông Bí, các con tiếp tục cư trú ở Canada. Từ năm 2011, ông H quen biết rồi có con chung, sau đó đăng ký kết hôn tại thành phố Móng Cái với Nguyễn Thị L (gọi tắt: bà L) vào ngày 17 tháng 4 năm 2017, và từ đây ông H không nhận bà S là vợ của mình, sống với bà L tại căn nhà Trưng Vương. Bà S cho rằng việc kết hôn giữa ông H và bà L là trái pháp luật, do đó đã gửi đơn tới Tòa án nhân dân tỉnh Quảng Ninh vào ngày 28 tháng 6 cùng năm, đề nghị hủy bỏ việc kết hôn này.

## Sơ thẩm

### Chủ thể yêu cầu
Chủ thể chủ đạo trong vụ việc, tức bà S luôn xác định bà và ông H là vợ chồng, trong đơn gửi tòa, trình bày tại các phiên tòa đã trình bày cùng với người đại diện của mình là Luật sư Lương rằng: hai người chung sống, tổ chức đám cưới và đã đăng ký kết hôn tại Ủy ban nhân dân xã Phương Đông vào ngày 23 tháng 11 năm 1980. Đến năm 2008, hai người về nước sinh sống tại Trưng Vương, Uông Bí, có sổ hộ khẩu ghi nhận họ là vợ chồng. Bà khai rằng từ năm 2011, chồng có quan hệ với bà L, mối quan hệ mà bà khẳng định đó là "ngoại tình", thì hai người thường xuyên xảy ra mâu thuẫn, bất hòa, bà bị đánh đập, đuổi ra khỏi nhà, nên đã sang Canada chơi với các con cho khuây khỏa một thời gian. Sau đó, khi bà trở về thì thấy chồng đã đón bà L cùng con chung của hai người về nhà Trưng Vương ở, và không cho bà vào nhà mặc dù bà đã báo với chính quyền địa phương can thiệp giải quyết. Sau những trình bày đó, bà yêu cầu tòa án hủy việc kết hôn mà bà cho là trái pháp luật giữa chồng với bà L.

### Cơ quan hộ tịch
Ở quá trình thu thập chứng cứ vụ án, Ủy ban nhân dân phường Phương Đông trả lời Tòa án nhân dân tỉnh Quảng Ninh rằng: tính đến 2018, tại nơi lưu trữ của ủy ban phường, sổ gốc đăng ký kết hôn chỉ còn lưu từ năm 1989–2018, còn từ năm 1988 trở về trước thì không còn lưu trữ được. Và sổ đăng ký kết hôn của ủy ban phường còn lưu từ năm 1989 không có lưu trường hợp đăng ký kết hôn của ông H, và bà S. Về phía cơ quan đã đăng ký kết hôn cho ông H và bà L, tức Ủy ban nhân dân thành phố Móng Cái, thì tại phiên tòa, người đại diện theo ủy quyền là Trưởng phòng Tư pháp Móng Cái Nguyễn Thanh Tùng đã trình bày rằng trong quá trình đăng ký kết hôn năm 2017, ủy ban thực hiện hoàn toàn đúng thẩm quyền, trình tự, thủ tục đăng ký kết hôn và việc cấp giấy chứng nhận kết hôn cho bà L và ông H là đảm bảo đúng quy định của pháp luật.

### Quyết định sơ thẩm
Ngày 2 tháng 2 năm 2018, tại trụ sở ở 447 Nguyễn Văn Cừ, Hạ Long, Tòa án nhân dân tỉnh Quảng Ninh mở phiên sơ thẩm ra quyết định chấp nhận yêu cầu "hủy việc kết hôn trái pháp luật", thực hiện quyền trong hôn nhân của bà S. Tòa Quảng Ninh sử dụng căn cứ ở Nghị quyết 35/2000/NQ-QH liên kết với Luật Hôn nhân và gia đình 2000, theo đó thừa nhận việc xác lập quan hệ vợ chồng trước khi Luật Hôn nhân và gia đình 1986 có hiệu lực vào ngày 3 tháng 1 năm 1987 nhưng chưa đăng ký kết hôn, công nhận bà S và ông H là vợ chồng. Theo đó, tòa tuyên việc kết hôn giữa ông H và bà L là trái pháp luật, huỷ bỏ; buộc ông H và bà L phải chấm dứt quan hệ như vợ chồng; buộc giao con chung của ông H và bà L cho bà L trực tiếp chăm sóc, nuôi dưỡng, giáo dục đến khi cháu bé đủ 18 tuổi, ông H không phải cấp dưỡng nuôi con chung, có quyền, nghĩa vụ thăm nom con mà không ai được cản trở.

## Phúc thẩm và kháng nghị

### Đương sự liên quan
Ngày 23 tháng 2 năm 2018, bà L gửi đơn kháng cáo quyết định của tòa sơ thẩm tới Tòa án nhân dân cấp cao tại Hà Nội. Phía ông H trình bày răng: năm 1980, ông có quen biết bà S nhưng không có chuyện tổ chức đám cưới hay chung sống với nhau ngày nào khi ở Việt Nam. Sang 1981, khi sang Hồng Kông, ông và bà gặp lại nhau mới trở nên thân thiết, chung sống với nhau. Ông khẳng định rằng, mặc dù có con chung nhưng ông bà không đăng ký kết hôn, độc lập kinh tế, tài sản, do đó cho rằng việc tòa án cấp sơ thẩm căn cứ vào Nghị quyết 35 để xác định giữa ông và bà S là quan hệ hôn nhân thực tế là không có căn cứ. Phía bà L trình bày đề nghị tòa án bác đơn yêu cầu của bà S về việc hủy hôn nhân hợp pháp giữa ông H và bà L, ông H và bà S có chung sống với nhau ở Hồng Kông nhưng không đăng ký kết  hôn. Năm 2008, ông H về nước trước, ông H và bà S không chung sống với nhau như vợ chồng ở Việt Nam mà chỉ cùng tổ chức đám cưới cho các con của họ.

### Quyết định phúc thẩm
Ngày 18 tháng 9 năm 2019, tại trụ sở 1 Phạm Văn Bạch, Yên Hòa, Cầu Giấy, Hà Nội, Tòa án nhân dân cấp cao tại Hà Nội mở phiên phúc thẩm, ra quyết định tuyên chấp nhận kháng cáo của bà L và sửa quyết định của tòa sơ thẩm. Tòa phúc thẩm nhận định rằng: theo pháp luật hôn nhân và gia đình Việt Nam năm 1987, năm 2000 và năm 2013 chỉ điều chỉnh và có hiệu lực về không gian, thời gian và địa điểm trên lãnh thổ Việt Nam. Việc ông H và bà S ăn ở với nhau bất hợp pháp chủ yếu là ở nước ngoài và sinh sống vào thời điểm ở trước và sau năm 1987, năm 2000 và trước năm 2013 khi có Luật Hôn nhân và gia đình Việt Nam được ban hành, sửa đổi. Qua đó, tòa phúc thẩm không cho rằng ông H và bà S là vợ chồng, và công nhận quan hệ giữa ông H và bà L là quan hệ hôn nhân hợp pháp, hủy quyết định của tòa sơ thẩm.

### Kháng nghị
Sau quá trình sơ thẩm, phúc thẩm, ngày 6 tháng 2 năm 2020, bà S đệ đơn đề nghị xem xét theo thủ tục giám đốc thẩm đối với quyết định phúc thẩm, như cũ yêu cầu tuyên hủy việc kết hôn giữa ông H và bà L. Ngày 27 tháng 4 năm 2021, Chánh án Nguyễn Hòa Bình ban hành quyết định kháng nghị giám đốc thẩm đối với quyết định phúc thẩm, đề nghị Hội đồng Thẩm phán Tòa án nhân dân tối cao xét xử giám đốc thẩm theo hướng hủy quyết định phúc thẩm và giữ nguyên quyết định sơ thẩm của của Tòa án nhân dân tỉnh Quảng Ninh. Bên cạnh đó, Chánh án tạm đình chỉ thi hành quyết định phúc thẩm của Tòa án nhân dân cấp cao tại Hà Nội cho đến khi có quyết định giám đốc thẩm của Hội đồng Thẩm phán Toà án nhân dân tối cao.

## Giám đốc thẩm
Ngày 7 tháng 7 năm 2021, với yêu cầu kháng nghị của Chánh án và sự nhất trí của Viện Kiểm sát nhân dân tối cao, Hội đồng Thẩm phán đã mở phiên xét xử giám đốc thẩm tại trụ sở tòa ở số 48 đường Lý Thường Kiệt, Hoàn Kiếm, Hà Nội. Trong quá trình xét xử này, Hội đồng xét xử tập trung vào nội dung vụ việc để đưa ra quyết định.

### Nhận định của tòa án
Hội đồng xét xử phân tích các chứng cứ thu thập được và trình bày của các bên. Đối với lời khai của bà S về việc và và ông H đã đăng ký kết hôn tại Ủy ban nhân dân Phương Đông năm 1980 thì căn cứ vào phản hồi của ủy ban về tài liệu lưu trữ là không lưu trước 1988, cộng thêm việc bà không cung cấp được giấy chứng nhận đăng ký kết hôn, cho nên không có căn cứ xác định hai người có đăng ký kết hôn. Với lời khai trái chiều về việc hai người từng tổ chức lễ kết hôn theo phong tục năm 1980, bà S khai có, ông H khai không, thì trong quá trình lấy chứng cứ, thu thập được lời khai của người làm chứng là người hàng xóm cao tuổi sống ở khu Phương Đông và tổ trưởng tổ dân khố khu vực này, đều xác nhận có có đám cưới vào năm 1980, hai đương sự chung sống với nhau rồi vượt biên, lấy đây là chứng cứ thứ nhất. Hội đồng xét xử sử dụng chứng cứ thứ hai là bản chứng thực bản sao giấy khai sinh của người con cả của bà S và ông H, theo bản sao này thì người con cả sinh ngày 7 tháng 8 năm 1981, trong khi ông H, bà S sang Hồng Kông vào tháng 4, tức nghĩa rằng có cơ sở xác định hai có thời gian chung sống tại Việt Nam và bà S sang Hồng Kông sau khi đã mang thai người con cả. Chứng cứ thứ ba là bản sao sổ hộ khẩu của căn nhà Trưng Vương do Công an thành phố Uông Bí cấp và một giấy tờ khác trong bộ hồ sơ thu thập được là hợp đồng thuê quyền sử dụng đất tại Phòng Công chứng số 02 tỉnh Quảng Ninh cũng thể hiện ông H có vợ là bà S.
Hội đồng xét xử tiếp tục viện dẫn Nghị quyết số 35 như tòa sơ thẩm, sau đó viện dẫn thêm Thông tư liên tịch 01/2001/TTLT-TANDTC-VKSNDTC-BTP – thông tư quy định chi tiết về nghị quyết, dựa vào chứng cứ thứ nhất và thứ hai chỉ ra việc bà S, ông H đã tổ chức lễ cưới; chung sống với nhau được gia đình hai bên chấp nhận từ lễ cưới; và việc chung sống với nhau được người khác chứng kiến, từ đó khẳng định việc hai người được coi là sống chung với nhau như vợ chồng. Bên cạnh đó, hai người chưa ly hôn thì vẫn được xem là vợ, chồng của nhau. Từ đây, Hội đồng xét xử nhận định có cơ sở xác định quan hệ giữa hai người sống chung với nhau như vợ chồng trước năm 1987 là hôn nhân thực tế; tuy không đăng ký kết hôn nhưng vẫn được pháp luật công nhận là quan hệ vợ chồng. Do đó, việc ông H đăng ký kết hôn với bà L theo trong khi đang tồn tại quan hệ hôn nhân với bà S là vi phạm chế độ hôn nhân một vợ một chồng và việc Ủy ban nhân dân thành phố Móng Cái thực hiện việc đăng ký kết hôn là không đúng quy định của pháp luật. Với các nhận định này, Hội đồng xét xử nhận thấy quyết định sơ thẩm có căn cứ, quyết định phúc thẩm không đúng quy định pháp luật.

### Quyết định
Với những nhận định trong phiên giám đốc thẩm, Hội đồng xét xử ban hành quyết định chấp nhận quyết định kháng nghị giám đốc thẩm của Chánh án Tòa án nhân dân tối cao đối với quyết định phúc thẩm của Tòa án nhân dân cấp cao tại Hà Nội; hủy quyết định phúc thẩm, giữ nguyên quyết định sơ thẩm của Tòa án nhân dân tỉnh Quảng Ninh.

## Hình thành án lệ
Sau khi quyết định giám đốc thẩm được ban hành, Vụ Pháp chế và Quản lý khoa học đã đề xuất lựa chọn làm án lệ, vượt qua bước đầu trở thành 1 trong 14 đề xuất của đầu năm 2022. Việc lấy ý kiến các đề xuất trong đó có dự thảo liên quan tới vụ việc này được tiến hành từ ngày 26 tháng 5, thông qua hội thảo các chuyên gia, nhà khoa học, nhà hoạt động thực tiễn; và trực tuyến công khai trên trang tin điện tử án lệ. Sau đó 1 tháng, chiều 23 tháng 6 năm 2022, Tòa án nhân dân tối cao tổ chức phiên họp Hội đồng tư vấn án lệ nhằm thảo luận, cho ý kiến đối với nội dung của 14 dự thảo án lệ được đề xuất phát triển thành án lệ. Sau khi nghe đại diện Vụ Pháp chế và Quản lý khoa học trình bày báo cáo tóm tắt về các dự thảo án lệ đưa ra lấy ý kiến, các thành viên Hội đồng đã thảo luận, đưa ra các ý kiến bình luận, đánh giá và góp ý chi tiết đối với từng dự thảo án lệ. Theo đó, Chủ tịch Hội đồng tư vấn án lệ Nguyễn Hòa Bình kết luận đề nghị lựa chọn 5 trong tổng số 14 dự thảo án lệ đề nghị Hội đồng Thẩm phán Tòa án nhân dân tối cao xem xét thông qua. Ngày 8 tháng 9, Hội đồng Thẩm phán họp và quyết định thông qua 4 trong 5 dự thảo, trong đó có quyết định giám đốc thẩm của vụ việc này, chính thức là Án lệ số 53/2022/AL.